# Siegelsbach
Siegelsbach er en by i den tyske delstat Baden-Württemberg, som ligger i kreisen Heilbronn. Siegelsbach har 1.694 indbyggere (2006).